# Colostygia kollariaria
Colostygia kollariaria, auch Kollars Bergwald-Blattspanner genannt, ist ein Schmetterling (Nachtfalter) aus der Familie der Spanner (Geometridae).

## Merkmale

### Falter
Die Flügelspannweite der Falter beträgt 38 bis 44 Millimeter. Bei frisch geschlüpften Exemplaren zeigen die Vorderflügel in Teilbereichen einen moosgrünen Schimmer auf bräunlichem Grund, insbesondere bei den Männchen. Geflogene Falter verlieren die grünlichen Farbelemente sehr schnell. Das Mittelfeld ist verdunkelt, ebenso die Basalregion sowie Teile der Submarginalregion. In der Nähe des Vorderrandes ist das Mittelfeld verbreitert, in Richtung des Hinterrandes eingeschnürt. Die Weibchen sind zumeist kontrastärmer gezeichnet, die Konturen sind oftmals verwischt. In einigen Alpenregionen sind die Zeichnungselemente bei beiden Geschlechtern generell undeutlich und verschwommen. Der Diskalfleck hebt sich zuweilen nur schwach hervor. Die Hinterflügel haben eine helle graue Farbe und besitzen eine schwach angedeutete dunkle Mittellinie.

### Raupe
Erwachsene Raupen sind graugrün gefärbt und zeigen rotbraune Längslinien, weißliche Seitenlinien sowie auf den mittleren fünf Segmenten eine dunkle Keilzeichnung.

### Ähnliche Arten
Der Baldrian-Bindenspanner (Colostygia laetaria) ist kontrastreicher gezeichnet. Das Mittelfeld ist mit weißen Linien eingefasst. Frisch geschlüpfte Exemplare haben eine blau-grüne Überstäubung, die bald verblasst und in weißliche Tönungen übergeht.

## Geographische Verbreitung und Vorkommen
Colostygia kollariaria ist in den Alpen und den Karpaten zu finden. Die Höhenverbreitung der Art liegt zwischen 500 und 2000 Metern. Sie bevorzugt bergiges Gelände.

## Lebensweise
Die Flugzeit der Falter umfasst je nach Höhenlage die Monate Mai bis August. Am Tage ruhen die Falter mit Vorliebe unter überhängenden Felsen, zuweilen auch am Fuße von Fichtenbaumstämmen. Nachts besuchen sie künstliche Lichtquellen. Die Raupen ernähren sich überwiegend von den Blüten von Dreiblättrigem Baldrian (Valeriana tripteris). Die Art überwintert als Puppe.

## Gefährdung
Colostygia kollariaria wird auf der Roten Liste gefährdeter Arten als Art mit geographischer Restriktion geführt. In Bayern ist sie stellenweise nicht selten.